# Sterna
Sterna er en slægt af fugle i familien mågefugle, der består af 13 arter. De er udbredt over alle verdensdele.

## Beskrivelse
Arterne i slægten Sterna er terner med lange og spidse vinger, da håndsvingfjerene er meget stærkt forlængede. Af disse er den første dog meget kort og skjult i dækfjerene. Den anden er altid længst, mens de øvrige er aftagende i længde. Halen er lang og kløftet, idet de yderste styrefjer er stærkt forlængede, smalle og tilspidsede. Fuglenes underside er altid hvid, højst med rødligt eller gråligt anstrøg. Næbbet er slankt, ret sammentrykt og spidst og ret langt. Benene er lave, mellemfoden er kortere eller af samme længde som mellemtåen med klo. Svømmehuden er ret stærkt indskåret.

## Arter
De 13 arter i slægten Sterna:
- Flodterne Sterna aurantia
- Rosenterne, Sterna dougallii
- Hvidpandet terne, Sterna striata
- Indonesisk terne, Sterna sumatrana
- Sydamerikansk terne, Sterna hirundinacea
- Fjordterne, Sterna hirundo
- Havterne, Sterna paradisaea
- Sydhavsterne, Sterna vittata
- Kerguelenterne, Sterna virgata
- Prærieterne, Sterna forsteri
- Hvidkronet terne, Sterna trudeaui
- Hvidkindet terne Sterna repressa
- Sortbuget terne, Sterna acuticauda